# 634

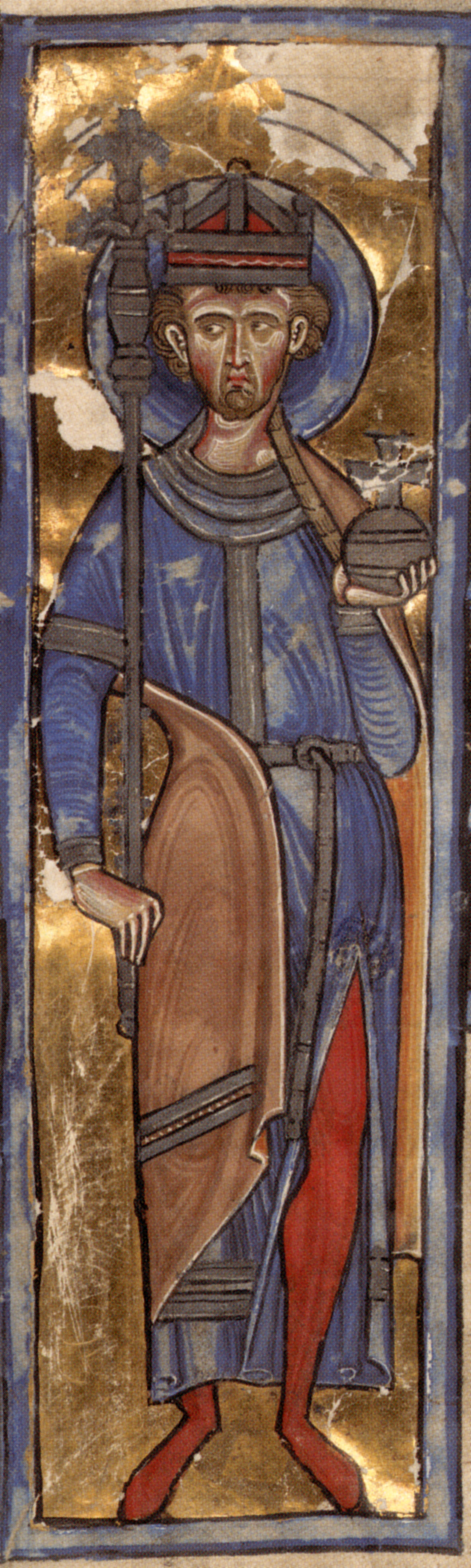
Koning Oswald van Northumbria (634-642)

Het jaar 634 is het 34e jaar in de 7e eeuw volgens de christelijke jaartelling.

## Gebeurtenissen

### Byzantijnse Rijk
- Keizer Herakleios, ongeveer 60 jaar oud, worstelt met zijn gezondheid en vestigt zijn hoofdkwartier in een vooruitgeschoven legerkamp bij Emesa (huidige Homs). Hij verneemt van zijn spionnen dat het Arabische leger met succes Syrië is binnengevallen. De moslim ruiters (faris) zijn ongeëvenaard en overrompelen de Byzantijnse garnizoenen in de Levant. Het ene na het andere oostelijke bolwerk van het Byzantijnse Rijk valt in islamitische handen.

### Europa
- 30 december - Abt Adalgisel Grimo van Tholey maakt zijn testament op. Het is de oudstbekende schriftelijke bron uit het land tussen Rijn en Maas.
- Eanfrith van Bernicia en zijn lijfwacht worden vermoord door koning Cadwallon van Gwynedd in een poging om te onderhandelen over vrede. Zijn broer Oswald keert na 17 jaar ballingschap in Dalriada (Schotland) terug en eist de kroon van Northumbria op.
- Slag bij Heavenfield: De Angelsaksen onder leiding van Oswald en met steun van Schotse huurtroepen verslaan bij Hexham (Noord-Engeland) een Welsh leger. Cadwallon sneuvelt tijdens de veldslag en Oswald bestijgt als koning de troon van Northumbria.

### Arabië
- Kalief Aboe Bakr geeft opdracht alle Koranverzen die door Mohammed als boodschapper geopenbaard zijn te verzamelen. Op zijn sterfbed benoemt hij de 50-jarige Omar ibn al-Chattab (Omar I) als zijn opvolger. Onder zijn aanvoering valt de gevreesde veldheer Khalid ibn Walid, die de erenaam "Zwaard van God" draagt, Syrië en Palestina binnen. Het Rashidun-kalifaat wordt onder het bewind van Omar een theocratisch wereldrijk.
- Slag bij Ajnadayn: Een Byzantijns leger (9000 man) wordt bij Bet Shemesh (bij Jeruzalem) door de Arabieren verslagen. Het is de eerste grote veldslag tussen een islamitisch en een christelijk leger.

### Azië
- Keizer Tai Zong stuurt een Chinees expeditieleger naar Kokonor en onderwerpt de Tuyuhun (Turks nomadenvolk). De Tang-dynastie komt hierdoor in conflict met het Tibetaanse Rijk.

## Religie
- Sophronius, patriarch van Jeruzalem, stuurt synodische brieven naar paus Honorius I en de oostelijke patriarchen met uitleg over de ideologie van het orthodoxe geloof. Hij verwerpt het monofysitisme en beschouwt het als een subtiele vorm.

## Geboren
- Chad, Engels bisschop (waarschijnlijke datum)
- Cuthbertus, Engels bisschop (overleden 687)
- Maurontius, Frankisch abt (overleden 701)
- Wilfrid van York, Engels bisschop (waarschijnlijke datum)

## Overleden
- Aboe Bakr, Arabisch kalief en schoonvader van Mohammed
- Cadwallon, koning van Gwynedd (Wales)
- Eanfrith, koning van Bernicia (Noord-Engeland)